# NGC 704
NGC 704 este o galaxie lenticulară situată în constelația Andromeda. A fost descoperită în 21 septembrie 1786 de către William Herschel. Se află la o distanță de 58,88 de megaparseci de Pământ.